# Вюртемберзьке королівство
Вюртемберзьке королівство (нім. Königreich Württemberg) — держава, що існувала в 1806—1918 роках на території сучасної Німеччини. З 1871 р. Вюртемберг був частиною Німецької імперії, до її скасування після Першої світової війни. Правителі — з Вюртемберзької династії. Столиця королівства Штутгарт.
Королівство було спадкоємцем Вюртемберзького герцогства, яке існувало в 1495—1805 рр. До 1495 року Вюртемберг був графством у колишньому Швабському герцогстві, яке було скасовано після смерті герцога Конрадіна в 1268 році.

## Географія
Кордони Вюртемберзького королівства, визначені в 1813 році, пролягали між 47°34' і 49°35' північної довготи та 8°15' і 10°30' східної довготи. Найбільша відстань з півночі на південь становила 225 км, а найбільша відстань зі сходу на захід — 160 км. Кордон мав загальну довжину 1800 км, а загальна площа королівства становила 19 508 км².
Королівство мало кордони з Баварією на сході та півдні, з Баденом на півночі, заході та півдні. Південна частина майже оточувала прусську провінцію Гогенцоллерн і сягала Боденського озера.

## Історія

### Фрідріх І

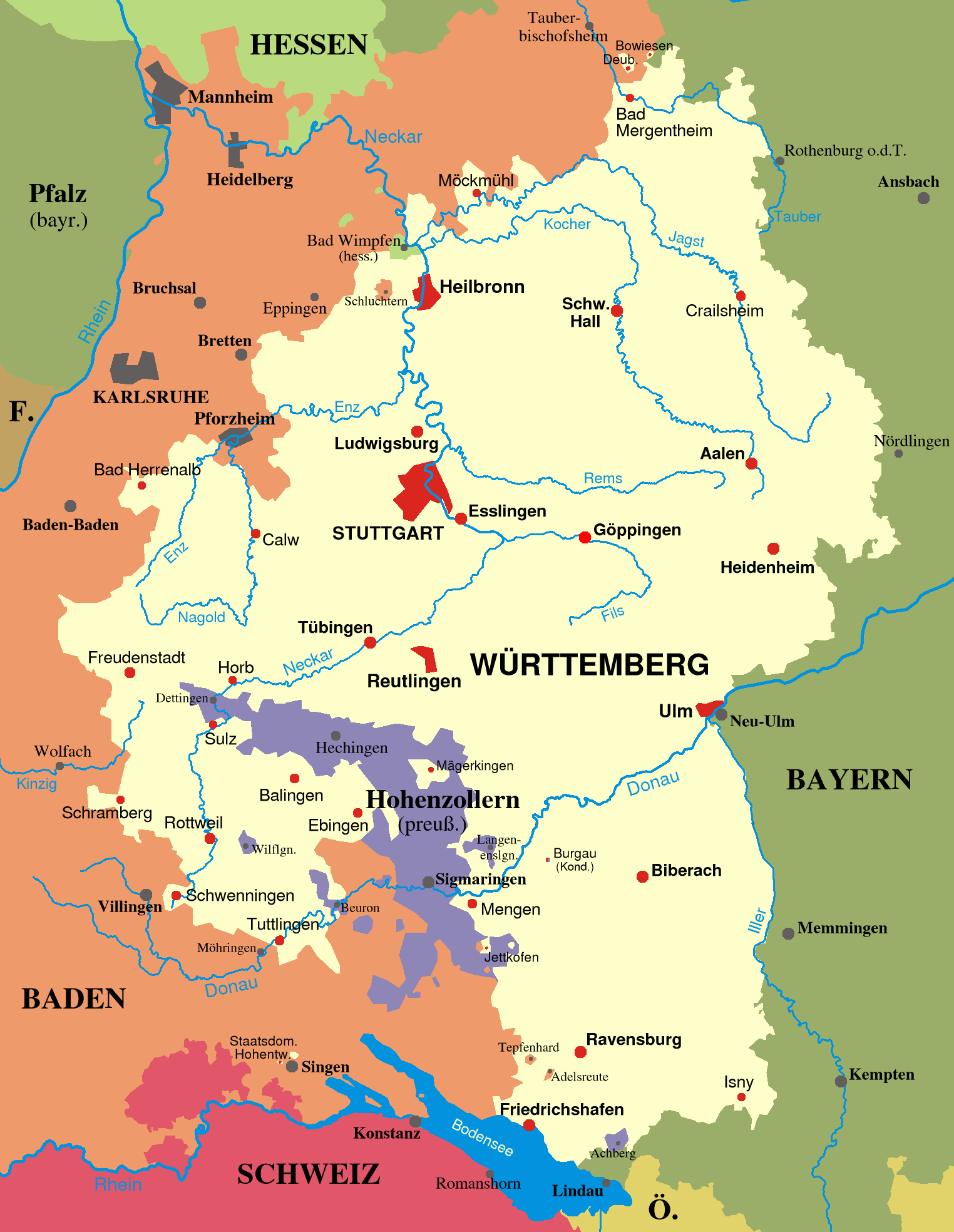
Вюртемберзьке королівство, яке існувало від кінця наполеонівських війн до кінця Першої світової війни. У 1815—1866 рр. воно було членом Німецького союзу, а в 1871—1918 роки воно було землею Німецької імперії.

Фрідріх III, герцог Вюртемберзький (1754—1816; на чолі держави з 1797), прийняв титул короля Фрідріха I 1 січня 1806 р. Він скасував конституцію та об'єднав Старий і Новий Вюртемберг. Згодом він поставив майно церкви під державний контроль і значно розширив кордони королівства шляхом процесу медіатизації.
У 1806 році Фрідріх приєднався до Рейнської конфедерації та отримав додаткову територію з 160 000 жителями. Пізніше, за Шенбруннським миром у жовтні 1809 року, під його владою опинилося ще близько 110 000 осіб.
В обмін на ці послуги Фрідріх приєднався до французького імператора Наполеона в його кампаніях проти Пруссії, Австрії та Росії. З 16 тисяч його підданих, які рушили на Москву, повернулося лише кілька сотень. Після битви біля Лейпцигу у жовтні 1813 року Фрідріх покинув французького імператора і за договором з Меттерніхом у Фульді в листопаді 1813 року домігся підтвердження свого королівського титулу та останніх придбань території. Тим часом його війська разом із союзниками рушили до Франції. У 1815 році король приєднався до Німецького союзу, але Віденський конгрес не змінив розмір його земель. Того ж року він представив представникам свого народу начерки нової конституції, але вони відхилили її, і в розпал хвилювання, що виникло, Фрідріх помер 30 жовтня 1816 року.

### Вільгельм I

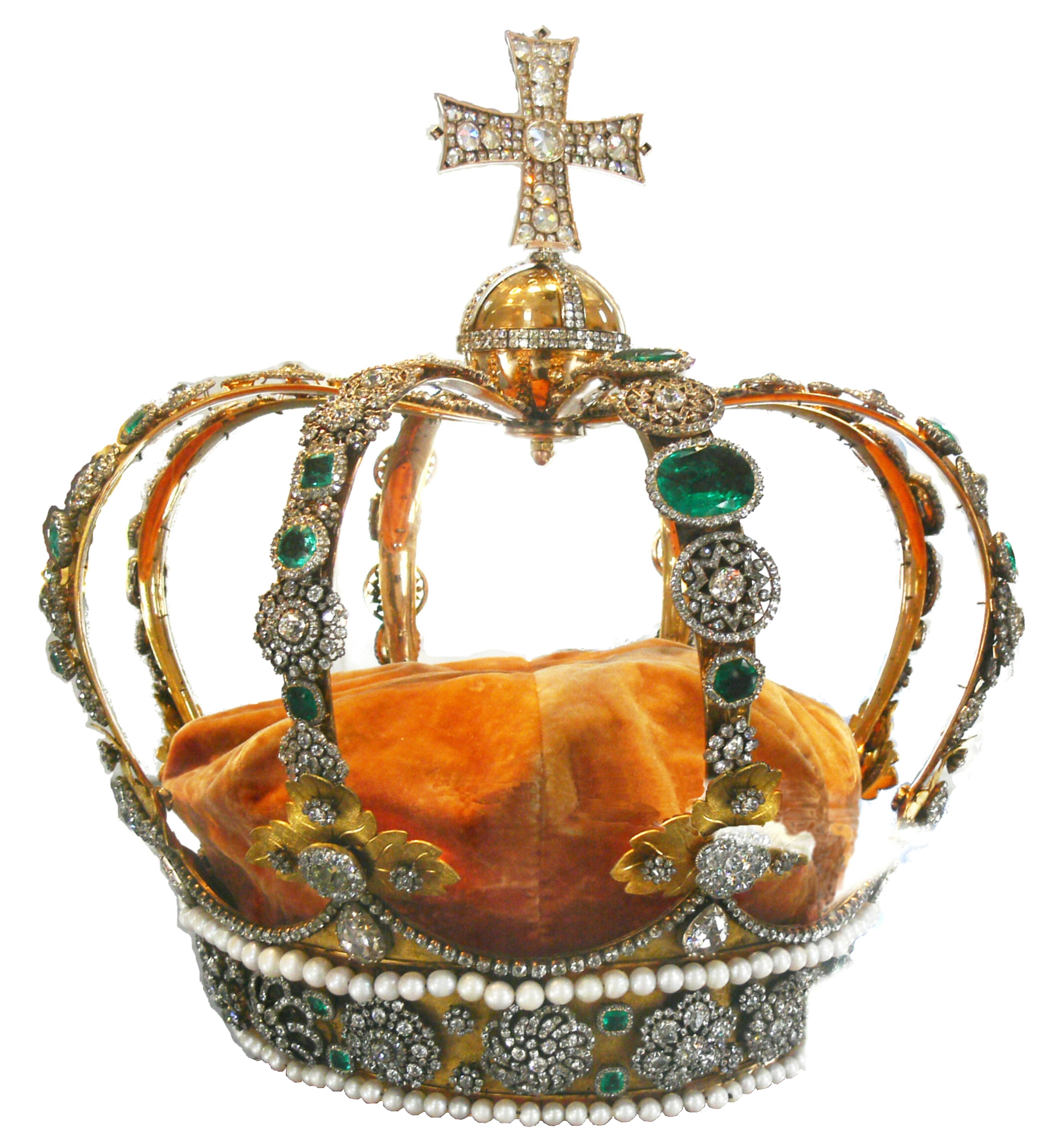
Королівські регалії Вюртемберга

Наступником Фрідріха став його син Вільгельм І (1781—1864; наступник: 1816), який після довгих дискусій ухвалив нову конституцію у вересні 1819 року. Ця конституція (з подальшими змінами) залишалася в силі до 1918 року. Прагнення до більшої політичної активнсті не дали свободі повністю зникнути у конституції 1819 року, а після 1830 року відбулися деякі тимчасові заворушення.
Настав період спокою, і стан королівства, його освіта, сільське господарство, торгівля та економіка покращилися. Як у громадських, так і в приватних справах ощадливість Вільгельма допомогла відновити зруйновані фінанси країни. Включення Вюртемберга до німецького митного союзу і будівництво залізниць сприяли розвитку торгівлі.
Революційний рух 1848 року не залишив Вюртемберг осторонь, хоча на території не відбувалося насильства.
Вільгельму довелося звільнити Йоганна Шлаєра (1792—1860) та інших його міністрів і призначити людей з ліберальнішими ідеями, прихильників Об'єднання Німеччини.
Вільгельм I проголосив демократичну конституцію, але як тільки рух вичерпав свою силу, він відправив у відставку ліберальних міністрів, і в жовтні 1849 року Шлаєр і його соратники повернулися до влади.
У 1851 році, втручаючись у виборчі права народу, королю та його міністрам вдалося сформувати підконтрольний парламент, який відмовився від привілеїв, отриманих з 1848 року. Таким чином влада відновила конституцію 1819 року, і влада перейшла в руки бюрократів. Конкордат із папством став майже останнім актом тривалого правління Вільгельма, але сейм відмовився від угоди.

### Карл I

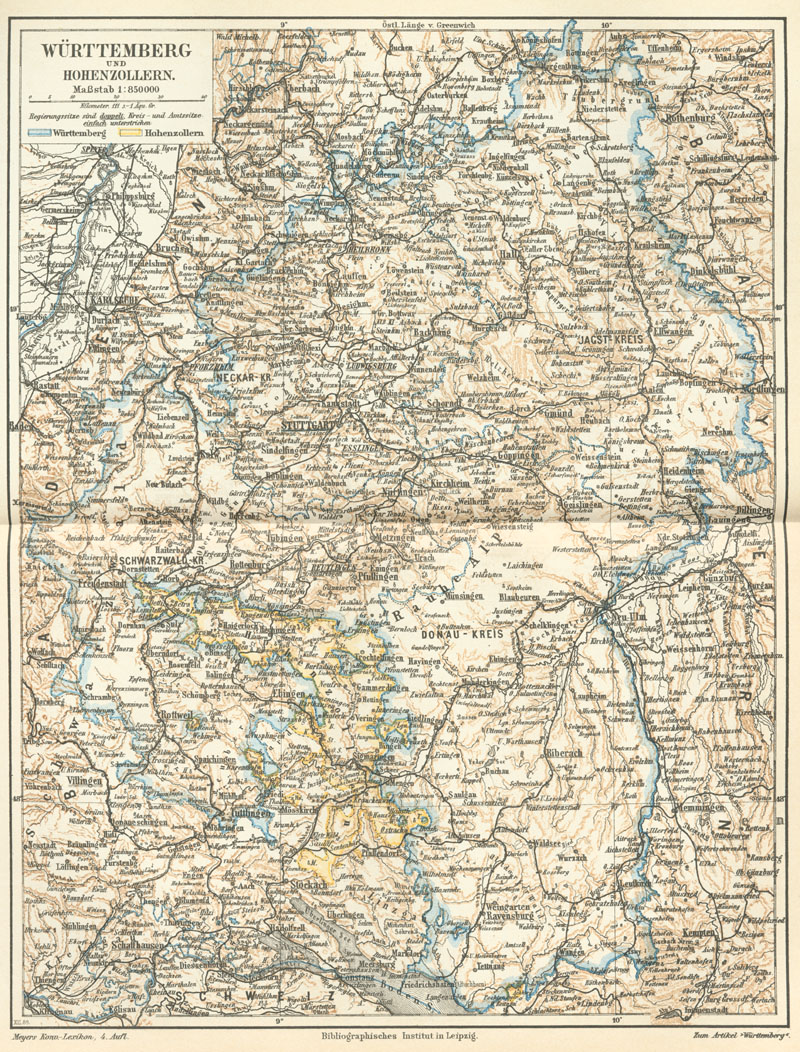
Карта Вюртемберзького королівства і провінції Гогенцоллерн 1888 року

У липні 1864 року Карл I (1823—1891; наступник: 1864) став наступником свого батька Вільгельма, і майже одразу йому довелося зіткнутися зі значними труднощами. У змаганні між Австрією та Пруссією за панування в Німеччині Вільгельм постійно виступав на боці Австрії, і новий король продовжував цю політику. У 1866 році Вюртемберг підтримав Австрію в австро-прусській війні, але через три тижні після битви при Кеніґгреці (3 липня 1866) союзники зазнали повної поразки в битві під Таубербішофсгаймом. Прусси зайняли північний Вюртемберг і домовилися про мир у серпні 1866 р. Вюртемберг виплатив контрибуцію у 8 000 000 гульденів і уклав таємний наступальний і оборонний договір зі своїм завойовником. Вюртемберг був учасником Женевської конвенції 1864 року та Санкт-Петербурзької декларації 1868 року.
Завершення боротьби проти Пруссії дозволило відновити демократичну агітацію у Вюртемберзі, але це не дало відчутних результатів, коли почалася війна в 1870 році. Хоча Вюртемберг продовжував бути антагоністичним до Пруссії, королівство розділяло національний ентузіазм, який охопив Німеччину. Вюртемберзька армія брала участь битві при Верті та в інших операціях.
У 1871 році Вюртемберг став членом нової Німецької імперії, але зберіг контроль над власною поштою, телеграфом і залізницею.
Він також мала певні особливі привілеї щодо оподаткування та утримувала свою армію автономно в складі Німецької імперської армії. Наступні 10 років Вюртемберг з ентузіазмом підтримував новий порядок.
Було проведено багато важливих реформ, особливо у сфері фінансів, але пропозиція об'єднати залізничну систему з системою решти Німеччини провалилася. Після зниження податків у 1889 році розглядалися зміни до конституції. Карл хотів зміцнити консервативний елемент у палатах, але закони 1874, 1876 та 1879 років внесли лише незначні зміни.

### Вільгельм II
Коли король Карл раптово помер 6 жовтня 1891 року, його наступником став його племінник Вільгельм II (1848—1921; наступник: 1891), який продовжив політику Карла. Конституційні дискусії тривали, і вибори 1895 року повернули потужну партію демократів. У Вільгельма не було синів, лише єдиного родича-протестанта, герцога Микола (1833—1903). Отже, влада мала перейти до римо-католицької гілки родини, що створювало труднощі щодо відносин між церквою та державою. Станом на 1910 р. спадкоємцем престолу був герцог Альберт (нар. 1865) з роду Альтсгаузенів. Старіша католицька лінія, герцог Урахський, була обійдена в результаті морганатичного шлюбу, укладеного в 1800 році. Протестантська морганатична лінія включала Марію Текську, яка вийшла заміж за Георга V зі Сполученого Королівства.
Король Вільгельм зрікся престолу 30 листопада 1918 року після поразки Німеччини в Першій світовій війні, поклавши край династії, яка тривала 837 років. Королівство було замінено на Вільну Народну Державу Вюртемберг. Після Другої світової війни Вюртемберг був поділений між американською та французькою окупаційними зонами і став частиною двох нових земель: Вюртемберг-Баден і Вюртемберг-Гогенцоллерн. Ці дві землі об'єдналися з Південним Баденом у 1952 році, та утворили сучасну німецьку землею Баден-Вюртемберг у складі Федеративної Республіки Німеччина.

## Список Королів
- Фрідрих І — (1806—1816)
- Вільгельм І — (1816—1864)
- Карл І — (1864—1891)
- Вільгельм ІІ — (1891—1918)